# 80984 Santomurakami
80984 Santomurakami è un asteroide della fascia principale. Scoperto nel 2000, presenta un'orbita caratterizzata da un semiasse maggiore pari a 2,3929269 UA e da un'eccentricità di 0,1449736, inclinata di 7,06723° rispetto all'eclittica.